# Unterasbach (Anzing)
Unterasbach ist ein Ortsteil der Gemeinde Anzing im oberbayerischen Landkreis Ebersberg. 

## Lage
Der Weiler Unterasbach liegt etwa einen Kilometer östlich von Anzing.